# 巴位县
巴位县（越南语：／），又译“三位县”，是越南河内市下辖的一个县。面积428平方公里，2018年总人口282600人。有京族、芒族等。

## 地理
巴位县东接山西市社，东南接石室县，东北接永福省永祥县，西接富寿省三农县和清水县，南接和平省和平市，北接富寿省越池市和临洮县。

## 历史
阮朝时，巴位县分属山西省广威府先丰县、从善县和不拔县三县。
1948年3月25日，越南民主共和国废府改县，先丰县因是广威府府莅而更名广威县。
1963年5月6日，从善县和顺社罗涧村划归古东社管辖。
1965年4月21日，山西省和河东省合并为河西省，广威县、从善县和不拔县随之划归河西省管辖。
1968年7月26日，广威县、从善县和不拔县合并为巴位县。
1972年10月16日，中兴社划归山西市社管辖，唐林社安盛二村划归山西市社圆山社管辖。
1975年12月27日，河西省和和平省合并为河山平省。巴位县随之划归河山平省管辖。
1976年12月18日，云山社和和顺社合并为云和社。
1978年12月29日，巴位县划归河内市管辖。
1982年6月2日，青美社、金山社、春山社、中山沈社、唐林社、山东社、古东社7社划归山西市社管辖，淅江社、泽美禄社划归福寿县管辖。
1987年3月3日，西藤社析置广威市镇。
1991年8月12日，巴位县划回河西省管辖。
1994年8月29日，广威市镇和西藤社合并为西藤市镇。
2008年5月29日，巴位县新德社划归富寿省越池市管辖；河西省整体并入河内市，巴位县随之划归河内市管辖。
2024年11月14日，越南国会常务委员会通过决议，自2025年1月1日起，珠山社、富芳社和伞鸿社合并为富鸿社。

## 行政区划
巴位县下辖1市镇28社，县莅西藤市镇。
- 西藤市镇（Thị trấn Tây Đằng）
- 巴寨社（Xã Ba Trại）
- 巴位社（Xã Ba Vì）
- 锦岭社（Xã Cẩm Lĩnh）
- 甘上社（Xã Cam Thượng）
- 朱明社（Xã Chu Minh）
- 古都社（Xã Cổ Đô）
- 东光社（Xã Đông Quang）
- 同泰社（Xã Đồng Thái）
- 庆上社（Xã Khánh Thượng）
- 明珠社（Xã Minh Châu）
- 明光社（Xã Minh Quang）
- 丰云社（Xã Phong Vân）
- 富洲社（Xã Phú Châu）
- 富强社（Xã Phú Cường）
- 富东社（Xã Phú Đông）
- 富鸿社（Xã Phú Hồng）
- 富山社（Xã Phú Sơn）
- 山陀社（Xã Sơn Đà）
- 伞岭社（Xã Tản Lĩnh）
- 太和社（Xã Thái Hòa）
- 纯美社（Xã Thuần Mỹ）
- 瑞安社（Xã Thụy An）
- 先丰社（Xã Tiên Phong）
- 从拔社（Xã Tòng Bạt）
- 雲和社（Xã Vân Hòa）
- 万胜社（Xã Vạn Thắng）
- 物赖社（Xã Vật Lại）
- 安排社（Xã Yên Bài）